# William Cullen
William Cullen (Hamilton, 15 aprile 1710 – Kirknewton, 5 febbraio 1790) è stato un medico e chimico scozzese, noto per i suoi metodi di insegnamento innovativi.

## Biografia
Dopo aver frequentato l'Università di Glasgow e l'allora nuova scuola medica di Edimburgo, William Cullen tornò nella  città natale. Trascorse otto anni nell'esercizio della professione medica privata assistendo, senza farsi pagare, anche coloro che erano troppo poveri per potersi permettere i suoi servigi. Nel 1740 ottenne la laurea in medicina a Glasgow; alcuni anni dopo ottenne la libera docenza e il permesso di dare una serie di lezioni sulla chimica nella pratica medica, le prime in Gran Bretagna dedicate a questo argomento. Nel 1751 gli fu offerta la cattedra di medicina all'Università di Glasgow, e poco dopo divenne preside della facoltà di medicina.
Nel 1755, Cullen tornò a Edimburgo, dove ottenne successivamente la cattedra di «Istituzioni di medicina», la disciplina nella quale erano impartiti i fondamenti teorici dell'arte medica; ricoprì questo incarico fino a poco tempo prima della sua morte. Cullen creò un proprio sistema teorico. Riteneva che la vita dipendesse dall'energia nervosa e che i muscoli fossero una continuazione dei nervi. Fu il primo ad attribuire le nevrosi a disfunzioni del sistema nervoso e non, come veniva sostenuto fino allora dalla maggioranza dei suoi colleghi, ad un'alterazione degli “umori” prodotti dal fegato o dalla milza. Ideò inoltre una classificazione nosologica delle malattie, le quali venivano divise in quattro classi principali: 
- piressie, o malattie febbrili;
- nevrosi, o malattie nervose;
- cachessie, le malattie conseguenti a cattive abitudini di vita; e
- malattie locali.

Ai suoi tempi Cullen divenne tuttavia famoso soprattutto per i suoi metodi didattici innovativi; l'efficacia delle sue lezioni attirava a Edimburgo studenti in medicina da tutto il mondo di lingua inglese. Fu peraltro uno dei primi a insegnare all'università in lingua inglese, invece che in lingua latina, a impartire le lezioni di clinica medica sul capezzale del malato in corsia, e a trarre spunto per le sue lezioni non dai testi, ma dai propri appunti.

## Opere
Fra le sue opere principali:
- Apparatus ad nosologiam methodicam. Seusynopsis nosologiae methodicae in usum studiorum. Auctore Gulielmo Cullen, Editio nova, nunc quinta parte aucta, scilicet systemate morborum symptomatico a J.B.M. Sagar proposito, Amstelodami : sumptibus Fratrum De Tournes, 1772
- Lectures on the materia medica, London : T. Lowndes, 1773. Edizione italiana: Trattato di materia medica del signor Cullen M.D., tradotto per la prima volta in italiano sulla edizione di Edimburgo dell'anno 1789. Dato alla luce dall'autore, Tomo primo-quarto, Napoli : presso Vincenzo Manfredi, e Figli, 1791
- Physiology, Edinburgh : printed for Charles Elliot, 1785
- First lines of the practice of physic, 4 voll. Edinburgh : printed for C. Elliot; and T. Cadell, 1784-1787. Edizione italiana: Prime linee di pratica medica opera di Guglielmo Cullen professore di medicina pratica nell'università d'Edimburgo; tradotta dall'inglese da Federigo Rossi professore di chirurgia ed arricchita d'annotazioni ad uso degli studenti di medicina nella Regia Università di Siena. Volume primo-quarto, In Siena : dai torchj Pazzini Carli, 1788- 1789